# Бородин, Яков Власович
Яков Власович Бородин (25.01.1920 — 23.11.1987) — директор средней школы № 2 имени Декабристов, гор. Ялуторовск Тюменской области. Герой Социалистического Труда (27.06.1978). Отличник народного просвещения (1965), почётный гражданин города Ялуторовск (1992), заслуженный учитель школы РСФСР (1967).

## Биография
Родился 25 января 1920 года в селе Солобоево, ныне Исетского района Тюменской области. Русский.
В 1939 году поступил в Ялуторовское педагогическое училище.
В декабре 1941 года был призван в Красную Армию. До февраля 1943 года находился в городе Талица Свердловской области, в строительном батальоне. С февраля 1943 года на фронте. Воевал химиком-разведчиком взвода химической защиты в составе 347 гвардейского стрелкового полка 106-й гвардейской стрелковой дивизии на 3-м Украинском фронте, 4-й гвардейской воздушно-десантной дивизии. Участвовал в освобождении Венгрии, Австрии, Чехословакии. Награждён медалью «За боевые заслуги».
После демобилизации вернулся на родину, посвятил себя педагогической деятельности. Прошёл путь от учителя начальных классов, учителя литературы до инспектора района.
В 1965 году в городе Ялуторовск была открыта новая школа на 860 мест, которая в честь 140-летия со дня восстания декабристов получила почётное наименование «Школа имени Декабристов». Директором новой школы был назначен Бородин Я. В. Ведущую роль в педагогической деятельности отводил трудовому воспитанию и обучению через трудовые десанты, пришкольным лагерям труда и отдыха и другим формам воспитательной работы. Со дня открытия школы Я. В. Бородин сразу же приступил к осуществлению задуманной цели — сделать её уютной, красивой, чтобы в ней хорошо работалось учителям и детям.
Немало усилий приложил для благоустройства и озеленения территории школы, превратив её в цветущий сад. На пустыре перед школой был разбит фруктовый сад. По традиции выпускники и приходящие в школу новые учителя сажали деревья, в саду был памятник Декабристам. Семена и саженцы редких деревьев директор часто выписывал из-за границы, сам привозил из отпусков на юг.
Все годы текущий ремонт в школе проводили только сами — красили, мыли, белили. У ребят развивалось чувство бережливости, ответственности. Школа поддерживала связь с колхозом «Путь к коммунизму». Ребята убирали картофель на площади 100—120 гектаров, в весенний период учащиеся вели очистку хлебных полей от соломы на площади 700—800 гектаров. Были установлены добрые взаимоотношения между школой и базовыми предприятиями молочно-консервным комбинатом и заводом производственного объединения «Тюменьсельхозремонт».
Ещё с конца 1960-х годов, обгоняя директивы «сверху», выступал инициатором комплексного воспитания учащихся: качественное обучение, трудовое, военно-патриотическое и нравственное воспитание молодого гражданина страны. С 1966 года в школе ввели детское самоуправление: во время перемен в коридорах вместо учителей дежурили ребята. Первой в области (с 1969 года) школа № 2 начала работать без второгодников. В школе работало 9 секторов: учебный, политико-массовый, дисциплины и порядка, культурно-массовый, спортивный, санитарно-хозяйственный, охраны природы, радио. Коллективным творчеством педагогов и учащихся был создан школьный музей.
Указом Президиума Верховного Совета СССР от 27 июня 1978 года за большие заслуги в деле обучения и коммунистического воспитания учащихся Бородину Якову Власовичу присвоено звание Героя Социалистического Труда с вручением ордена Ленина и золотой медали «Серп и Молот».
Оставался бессменно на этой должности до конца жизни.
Жил в городе Ялуторовск. Скончался 23 ноября 1987 года.
Похоронен в Ялуторовск на городском кладбище.

## Награды
Отмечен четырьмя благодарностями Верховного Главнокомандуюшего И. В. Сталина.
- Золотая медаль «Серп и Молот» (27.06.1978)
- Орден Ленина (20.07.1971).
- Орден Ленина (27.06.1978).
- Орден Отечественной войны II степени (11.03.1985)[2]
- Медаль «За боевые заслуги» (27.04.1945)[3]
- Медаль «В ознаменование 100-летия со дня рождения Владимира Ильича Ленина» (6 апреля 1970)
- Медаль «За победу над Германией в Великой Отечественной войне 1941—1945 гг.» (9 мая 1945[4])[5]
- Юбилейная медаль «Двадцать лет Победы в Великой Отечественной войне 1941—1945 гг.» (7 мая 1965[6])
- Юбилейная медаль «Тридцать лет Победы в Великой Отечественной войне 1941—1945 гг.»[7]
- Медаль «Сорок лет Победы в Великой Отечественной войне 1941-1945 гг.»[8]
- Медаль «За взятие Вены»
- Медаль «Ветеран труда»
- Медаль «30 лет Советской Армии и Флота».[9]
- Юбилейная медаль «40 лет Вооружённых Сил СССР»[10]
- Юбилейная медаль «50 лет Вооружённых Сил СССР» (26 декабря 1967[11])
- Бронзовая медаль ВДНХ СССР (22.06.1976) — за хорошую организацию и проведение работы учащимися по охране природы, озеленению территории школы на площади 7 гектаров, выращиванию 1700 декоративных и плодовых деревьев и 8000 кустарников[12].

## Память
- Его имя увековечено в Главном Храме Вооружённых сил России, и навсегда запечатлено на мемориале «Дорога Памяти».
- В Ялуторовске имя заслуженного учителя носит улица